# Finland i olympiska vinterspelen 1980
Finland deltog i olympiska vinterspelen 1980.Truppen bestod av 52 idrottare, 44 män och 8 kvinnor.

## Medaljer

### Guld
- Backhoppning
  - Herrar K120 individuell (90 m): Jouko Törmänen

### Silver
- Längdskidåkning
  - Damer 10 km: Hilkka Riihivuori
  - Herrar 15 km: Juha Mieto
  - Herrar 50 km: Juha Mieto
  - Damer 5 km: Hilkka Riihivuori

- Nordisk kombination
  - Herrar individuell: Jouko Karjalainen

### Brons
- Längdskidåkning
  - Damer 10 km: Helena Takalo
  - Herrar 4 x 10 km stafett: Harri Kirvesniemi, Juha Mieto, Matti Pitkänen, Pertti Teurajärvi
- Backhoppning
  - Herrar K120 individuell (90 m): Jari Puikkonen

## Trupp
- Skidskytte
  - Erkki Antila
  - Heikki Ikola
  - Keijo Kuntola
  - Kari Saarela
  - Raimo Seppänen
  - Arto Sutinen
- Längdskidåkning
  - Juha Mieto
  - Hilkka Riihivuori-Kuntola
  - Harri Kirvesniemi
  - Matti Pitkänen
  - Helena Takalo-Kivioja
  - Pertti Teurajärvi
  - Jorma Aalto
  - Marja Auroma
  - Asko Autio
  - Kari Härkönen
  - Marja-Liisa Kirvesniemi
  - Ulla Maaskola
- Konståkning
  - Susan Broman
  - Kristiina Wegelius
- Ishockey
  - Kari Eloranta
  - Hannu Haapalainen
  - Markku Hakulinen
  - Markku Kiimalainen
  - Antero Kivelä
  - Jukka Koskilahti
  - Hannu Koskinen
  - Jari Kurri
  - Mikko Leinonen
  - Reijo Leppänen
  - Tapio Levo
  - Lasse Litma
  - Jarmo Mäkitalo
  - Esa Peltonen
  - Jukka Porvari
  - Olli Saarinen
  - Seppo Suoraniemi
  - Timo Susi
  - Jorma Valtonen
  - Ismo Villa
- Nordisk kombination
  - Jouko Karjalainen
  - Jorma Etelälahti
  - Jukka Kuvaja
  - Rauno Miettinen
- Backhoppning
  - Jouko Törmänen
  - Jari Puikkonen
  - Pentti Kokkonen
  - Kari Ylianttila
- Nordisk kombination
  - Pertti Niittylä
  - Esa Puolakka
  - Anneli Repola
  - Jukka Salmela